# Дезинсекция
Дезинсекцията е комплекс от мерки и мероприятия за унищожаване на насекомите. Осъществява се чрез физични, химични и биологични методи.

## Физични методи

### Открит пламък
Огънят е примитивен метод за дезинсекция на закрити помещения. Насекомите, които са активни през нощта, неудържимо се устремяват към всеки светлинен източник. Ако в помещението се запали свещ или факла, насекомите преминават през пламъка и изгарят. Откритият пламък има редица недостатъци:
- може да се използва само през нощта;
- не може да се използва на открито – ще долетят хиляди насекоми;
- възможно е в помещението да възникне пожар.

### Капани

#### Насекомоуловители
Насекомоуловителите са мрежести кутии с тесен лабиринтообразен вход. В центъра на кутията се поставя ароматна примамка (през деня) или ярка лампа (през нощта). Насекомите лесно влизат в уловителя, но е невъзможно да излязат от него.

#### Инсектицидни лампи
Инсектицидните лампи излъчват обикновена или поляризирана светлина (тя привлича насекомите дори през деня). Лампата е гореща или близо до нея има оголени жици, по които тече слаб ток, но с високо напрежение. Под лампата се монтира кутия за труповете на унищожените насекоми.

#### Инсектицидно лепило
Полутечно, лепкаво вещество, с приятен за насекомите аромат. Нанася се върху лека, гладка повърхност (картон, тънки пластмасови листове и др). Насекомите залепват и умират. В аптеките се продават и инсектицидни ленти, които са предварително напоени с лепило. Трябва само да се разпънат и да се закачат, да висят свободно.

### Ултразвук
Човешкият слух долавя звукови вълни с честота до 20 KHz, а насекомите – до 60 KHz. Ултразвукът безпокои насекомите и те напускат помещението. Не са установени вредни ефекти от ултразвука, но продължителното му използване, в присъствието на хора, е нежелателно. Трябва да се има предвид, че ултразвукът не убива насекомите. Той само временно ги отпъжда на 10 – 15 метра. Когато устройството спре да работи, насекомите бързо се връщат.

## Химични методи

### Дим
Примитивен метод за дезинсекция, познат от дълбока древност. Когато в открит пламък се прибавят изсушени листа от определени растения, изсушен тор и др., продуктите от горенето силно дразнят дихателната система на насекомите и те веднага напускат помещението. Ако огънят се поддържа на открито, насекомите остават на 10 – 15 метра от него. В миналото всеки магьосник продавал смес от изсушени и стрити „магически“ растения. Една щипка от този прах, хвърлена в огъня, веднага карала насекомите да „изчезнат“. В Индия този „вълшебен прах“ се смесвал с благовонни масла и се нанасял върху тънки дървени пръчици. Полученият при запалването им дим е приятен за човешкото обоняние и отблъсква насекомите.

### Фумигация
„Фумигация“ означава „обгазяване“. Прилага се за дезинсекция на растителна продукция, преди вкарването ѝ в складовете. Вместо дим се използват газообразни химикали, които са смъртоносни за насекомите и безвредни за животните и човека. Фумигацията не е подходящ метод за дезинсекция на помещения, защото газообразните отрови нямат остатъчно действие.

### Пулверизация
„Пулверизация“ означава „разпръскване“ на течности или на прахообразни вещества. Това е най-широко използваният метод за дезинсекция днес. Модерните инсектицидни спрейове, които се продават в аптеките, разпръскват смес от капки и твърди частици. Капките бързо се изпаряват и веднага унищожават насекомите, а твърдите частици залепват по напръсканите повърхности и сублимират в продължение на няколко дни, подобно на нафталина.

### Напояване
Използва се при семената за посев. Те се накисват в отровни за насекомите разтвори, преди да бъдат зарити в земята. Така насекомите-вредители могат да унищожат най-много една семка, преди да умрат.

### Репеленти
Репелентите отделят силно дразнеща насекомите миризма. Използват се под няколко форми:
- крем или дезодорант – полски работници, туристи, военни и др.
- тебешир (инсектишир) – използва се в бита; около шкафовете с храна се очертават 2 – 3 см. ивици, които мравките, хлебарките и др. не преминават.

## Биологични методи

### Естествени неприятели

#### Насекомоядни птици
Заселването на насекомоядни птици около посевите е много ефективен и много евтин метод за борба с вредителите по растенията. Не се използва в България.

#### Насекомоядни растения
Служат само за атракция. Нямат стопанско-приложно значение.

### Заразни болести
В специални лаборатории се отглеждат болестотворни за насекомите, но безопасни за човека и животните микроорганизми, с които се заразяват земеделските площи. Изключително ефективен метод за борба. Веднъж освободена в природата, болестта се разпространява сама и поразява огромен брой насекоми.
Според природозащитните организации този метод е форма на биологична война и под техен натиск е забранен.

### Стерилизация
В специални станции се отглеждат мъжки насекоми, които се облъчват с йонизираща радиация и се освобождават в природата. Облъчените мъжки се съвкупляват със свободно живеещите женски насекоми, но не могат да ги оплодят и популацията значително намалява.

## Ефективност
Въпреки високото технологично развитие на човешката цивилизация, насекомите всяка година унищожават около една четвърт от селскостопанските растения, предназначени за храна на човека и пренасят смъртоносни заразни и паразитни болести по целия свят.